# Summer (久石让)
《Summer》是日本作曲家久石让所作的乐曲，为1999年上映的电影《菊次郎之夏》的主题曲。之后丰田汽车为丰田卡罗拉作宣传时亦采用此曲。